# Eddie LeBaron
Edward Wayne LeBaron Jr. (San Rafael, 7 gennaio 1930 – Stockton, 1º aprile 2015) è stato un giocatore di football americano statunitense che ha giocato nel ruolo di quarterback  nella National Football League (NFL) e nella Canadian Football League (CFL).

## Carriera professionistica
LeBaron fu scelto nel corso del decimo giro (123º assoluto) del Draft NFL 1950 dai Washington Redskins dove giocò fino al 1959, eccetto nel 1954 in cui giocò nella Canadian Football League. Firmò coi Calgary Stampeders per la presenza del suo allenatore al college, Larry Siemering del College of the Pacific, trasferitosi ad allenare lì. In sette stagioni con i Redskins partì come titolare in 55 gare su 70 presenze (delle 72 possibili), venendo convocato per quattro Pro Bowl.
Nel 1960, LeBaron fu scelto dalla neonata franchigia dei Dallas Cowboys nel loro expansion draft, diventando il primo quarterback della loro storia. Rimase il titolare fino alla stagione 1962, dopo di che fu superato in quel ruolo da Don Meredith. Ritiratosi dopo la stagione 1963, LeBaron rimane il quarterback più basso ad essere mai stato selezionato per il Pro Bowl.

## Palmarès
- Convocazioni al Pro Bowl: 4

1955, 1957, 1958, 1962
- 80 Greatest Redskins
- Washington Redskins Ring of Fame
- College Football Hall of Fame

## Statistiche
| Yard passate  | 13.399 |
| Touchdown     | 104    |
| Intercetti    | 141    |
| Passer rating | 61,4   |